# 什切青造船厂
什切青造船厂或新什切青造船厂（波兰语：Stocznia Szczecińska Nowa）是波兰什切青的一家造船厂。原名Stocznia Szczecińska Porta Holding SA（直到 2002 年）或Stocznia im. Adolfa Warskiego。该造船厂专门建造集装箱船、化学品运输船、多用途船和ConRo船。它拥有约 4400 名员工，执行董事是 Andrzej Markowski。它已通过ISO 9001 :2000 认证。它是欧洲第五大造船厂。

## 历史
该公司的前身是德国造船巨头斯德丁伏尔铿股份公司。二战后，德国港口斯德丁被波兰接管，改名为什切青。伏尔铿造船厂生产过北洋水師著名军舰定远和镇远。
在20世纪70年代和80年代，该造船厂是波兰团结工会运动最重要的中心之一。